# 村田泰則
村田 泰則（むらた やすのり、1977年12月6日 - ）は、日本の俳優である。東京都出身。血液型O型。身長176cm。

## 出演

### 映画
- 売春暴力団（1997年）
- みんなのいえ（2001年）
- 爆撃機の眼（2004年製作/2006年公開）[1]
- デスノート（2006年）

### テレビドラマ
- 仮面ライダーBLACK 第38話「謎!? EP党少年隊」（毎日放送、1988年）
- 藤子不二雄の夢カメラ（フジテレビ）
- 世にも奇妙な物語（フジテレビ）
- 信長 KING OF ZIPANGU（NHK、1992年） - 織田信広 役
- ドラマ新銀河（NHK）
  - 素敵に女ざかり ルームメイツ（1996年） - 榊原勉 役
- ひとつ屋根の下2（フジテレビ、1997年）
- 愛しすぎなくてよかった（テレビ朝日、1998年）
- プリマダム（日本テレビ、2006年）

### ビデオ
- 毒婦 プワゾン・ボディ（1995年）[2]
- ダッチ（1996年）[2]